# Neobouteloua
Neobouteloua és un gènere de plantes de la subfamília de les cloridòidies, família de les poàcies. És originari de l'Argentina. Fou descrit per Frank Walton Gould i publicat al Boletín de la Sociedad Argentina de Botánica (Bol. Soc. Argent. Bot. 12: 106–108, f. 1–2, 1968).
Té les següents espècies:
- Neobouteloua lophostachya (Griseb.) Gould,1968
- Neobouteloua pauciracemosa M.G.López&Biurrun, 1999[2]